# آگرون
 آگرون یک شهر و شهرداری اسپانیایی است که در قسمت شرقی منطقه آلهاما، در استان گرانادا، منطقه خودمختار اندلس قرار گرفته‌است. این شهر توسط شهرداری‌های ونتس دوهولما، Escúzar، الهندین، جاینا، آرناس دل ری و کاسین محاصره شده. دیگر شهرهای نزدیک پانتانو د لس برمژالس و آکولا هستند. آگرون یکی از پنجاه و دو نهادی است که منطقه متروپولیتن گرانادا را تشکیل می‌دهد.

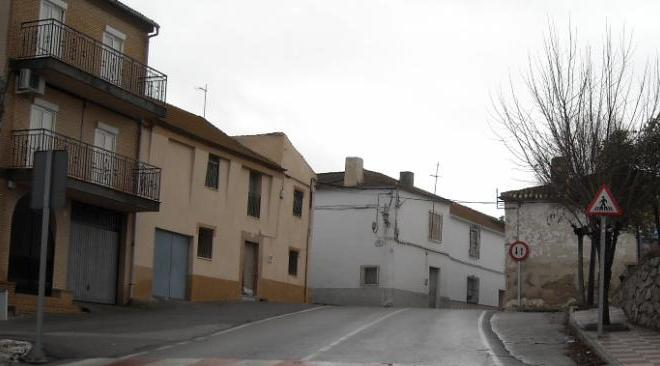

## تاریخ
نام آن، از خاطرات لاتین - «رشته»، که به معنی «کشتزار» - اشاره به یک کارکردن در کشاورزی است که رزق هم محلان آن در طول تاریخ بوده‌است. شهرداری، از نظر پیشرفت اتفاقات تاریخی، مثل سایر موارد در این منطقه از معبد ال، به الهاما دو گراندا پیوند نزدیکی داشته‌است و هم مانند آن، دوران امپراتوری روم، تسلط طولانی مسلمانان را دیده‌است. مسیحیت دنبال آن بعداز جنگ گرانادا و در قرن نوزدهم، حضور سربازان ناپلئونی در سرزمین‌های آن در طول جنگ استقلال.
این روزها دوک‌های ولینگتون دارای یک ملک بزرگ به نام فاتیبولار در آگرون هستند.

## جمعیت‌شناسی
بعد از ماشینی شدن دنیای کشاورزی، آگرون در یک مخاطره عمیق قرار گرفت و از سال ۱۹۶۰ که مهاجرت بسیاری به سایر نقاط کشور - بیشتر به کاتالونیا - و آلمان، جمعیت آن به‌طور مداوم کم شد.
بر اساس گزارش مؤسسه ملی آمار اسپانیا، در سال ۲۰۱۷ آگرون دارای ۲۹۰ نفر ماندگار بود.

## سیاست
نتیجهٔ انتخابات در پایان انتخابات شهرداری در جدول زیر برعکس شده‌است:

نتایج انتخابات در آخرین انتخابات شهرداری‌ها

حزب سوسیالیست با ۱۱۴ رای موفق شد و شهردار کنونی ماریا دل پیلار لوپز رومرو شد.

## ارتباطات
تنها پل ارتباطی که از راه شهرداری می‌گذرد جاده A-338 به نام "جاده الهاماً است.

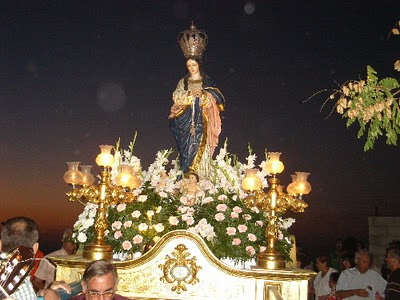
مفهوم لقاح معصوم

| شمال غربی: کاسین و ونتس دو هولما. | شمال: ونتس دو هولما و اسکزار | شمال شرقی: اسکوزار |
| غرب: کاسین و آرناس دل ری          |                              | مشرق: الهندین      |
| جنوب غربی: آرناس دل ری            | جنوب: آرناس دل ری و جاینا    | جنوب شرقی: جاینا   |
| --------------------------------- | ---------------------------- | ------------------ |